# Hoạt động ngoại khóa (phim truyền hình)
Hoạt động ngoại khóa (tiếng Hàn: 인간수업; Hanja: 人間授業; Romaja: Ingansueop) là một bộ phim truyền hình Hàn Quốc do Kim Jin-min làm đạo diễn với sự tham gia của Kim Dong-hee, Park Ju-hyun, Jung Da-bin, Nam Yoon-soo, Choi Min-soo  Park Hyuk-kwon và Kim Yeo-jin. Bộ phim được phát hành trên Netflix vào ngày 29 tháng 4 năm 2020.

## Tóm tắt
Lún sâu trong thế giới tội phạm đáng sợ, một học sinh trung học mẫu mực thấy cuộc sống của mình bị đảo lộn khi người bạn cùng lớp quan tâm đến bí mật của cậu.

## Diễn viên

### Vai chính
- Kim Dong-hee vai Oh Ji-soo
- Jung Da-bin vai Seo Min-hee
- Park Ju-hyun vai Bae Gyu-ri
- Nam Yoon-soo vai Kwak Ki-tae
- Choi Min-soo vai Lee Whang-chul
- Park Hyuk-kwon vai Cho Jin-woo
- Kim Yeo-jin vai Lee Hae-gyoung

### Vai phụ
- Seo Ye-hwa vai Sung-mi
- Kim Yi-kyung vai Ji-ye
- Park Bo-mi vai Min-joo
- Jang Se-rim vai Eun-chae
- Kim Gyu-tae vai Lim Tae-woo
- Kwon Han-sol vai Hye-min
- Woo Da-vi vai Soo-ji
- Kang So-hwi vai Na-eun
- Lee Jae-baek vai Kang-bbang
- Choi Joon-gyu vai Chae-bin
- Kim Byung-hwi vai Tae-nam
- Park Ho-san vai Jung-jin
- Shim Yi-young vai mẹ của Gyu-ri
- Kim Young-pil vai bố của Gyu-ri
- Baek Joo-hee vai Cho Mi-jung
- Lim Gi-hoong vai Ryu Dae-yeol
- Kim Kwang-kyu vai Byung-kwan
- Lee Seung-woo vai Kyung-shik
- Oh Kwang-rok vai Jae-ik
- Lee Hyun-gul vai Du-gi
- Cheon Dong-bin vai Jung-hwan

## Sản xuất

### Phát triển
Vào ngày 22 tháng 4 năm 2019, Netflix đã thông rằng họ sẽ phân phối một bộ phim gốc mới của Hàn Quốc mang tên Hoạt động ngoại khóa và do Studio 329 sản xuất, đồng thời công bố dàn diễn viên chính bao gồm Kim Dong-hee, Jung Da-bin, Park Ju-hyun, Nam Yoon-soo, Choi Min-soo, Park Hyuk-kwon và Kim Yeo-jin. Bộ phim được viết bởi biên kịch Jin Han-sae, con trai của Song Ji-na và đạo diễn bởi Kim Jin-min, người có vợ là Kim Yeo-jin đóng vai chính.

### Quay phim
Quá trình quay phim, kết thúc vào ngày 6 tháng 8 năm 2019, những cảnh quay chủ yếu diễn ra ở Seoul.

## Phát hành
Vào ngày 19 tháng 3 năm 2020, Netflix Hàn Quốc thông báo qua Twitter rằng loạt phim sẽ được phát hành vào ngày 29 tháng 4. Vào ngày 16 tháng 4, trailer chính thức được ra mắt.

## Đón nhận
John Serba của Decider nói rằng Hoạt đồng ngoại khóa là một bộ phim hay và thú vị: "Kết thúc suýt bỏ lỡ của tập đầu tiên không hoàn toàn hài lòng, nhưng điều đó không có khả năng ngăn bạn thưởng thức những điều tiếp theo sẽ xảy ra của bộ phim".
Bộ phim cũng nhận được nhiều đánh giá cao vì đã mô tả rõ ràng, trần trụi những góc khuất, khó khăn và rủi ro trong cuộc sống của các học sinh tuổi teen.